# Перл-Гарбор

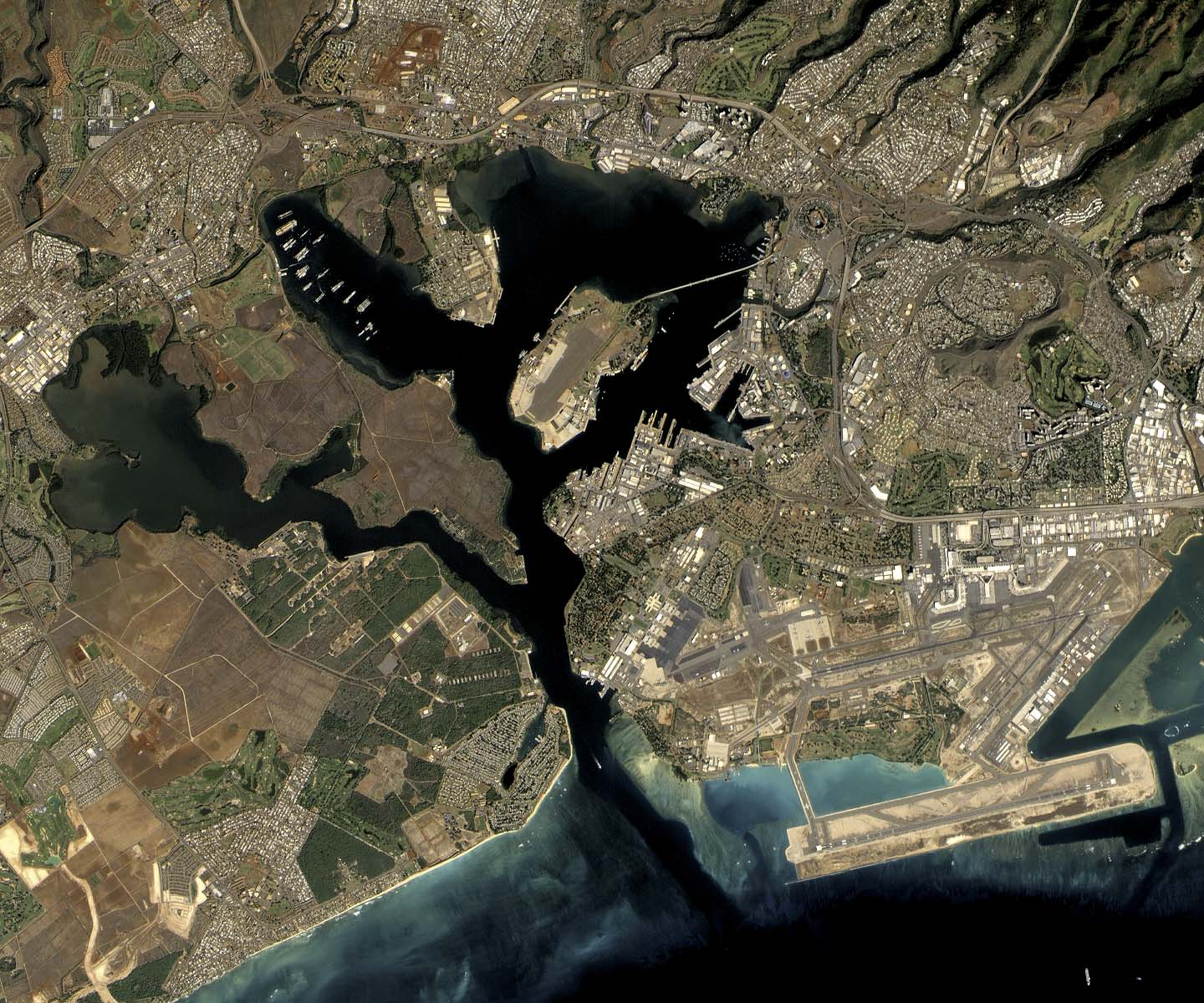
Перл-Гарбор, знімок з супутника. Злітна смуга авіабази Гікам ВПС США і міжнародний аеропорт Гонолулу внизу праворуч

Перл-Га́рбор, або Перл-Ха́рбор (англ. Pearl Harbor, укр. «Бухта перлин») — бухта на острові Оаху, Гаваї, на захід від Гонолулу. Велика частина гавані і прилеглих територій зайняті центральною базою Тихоокеанського флоту військово-морських сил США.

## Історія
У 1875 році США і Гавайське королівство уклали договір про співпрацю, за яким флот США отримував доступ до гавані Перл-Гарбор в обмін на спеціальні умови для імпорту гавайського цукру в США. 20 січня 1887 Сенат Сполучених Штатів дозволив Військово-морському флоту орендувати Перл-Гарбор як військово-морську базу. Після анексії Гаваїв Сполученими Штатами у 1898 році гавань була розширена, що дало можливість прийняти більше кораблів. У 1908 році була побудована військово-морська судноверф.
Вранці 7 грудня 1941 року ударне з'єднання японського імператорського флоту під командуванням віце-адмірала Тюїті Наґумо завдало авіаційних ударів по військових аеродромах на острові Оаху і по кораблях ВМФ США, що стояли на якорі в гавані Перл-Гарбор. Ця атака розпочала війну на Тихому океані між Японією і США, складову Другої світової війни.
Дивись докладніше статтю: Напад на Перл-Гарбор
У даний час Перл-Гарбор є найбільшою військово-морською базою США на Тихому океані і штаб-квартирою тихоокеанського флоту США. Судноверф, розташована поряд з гаванню, забезпечує роботою 12 000 осіб.
На згадку про загиблих американських моряків над затонулим лінкором «Аризона» створений меморіал. Ще одним пам'ятником подій війни на Тихому океані є лінкор «Міссурі», що знаходиться на вічній стоянці в Перл-Гарборі, на якому 2 вересня 1945 року був підписаний акт про капітуляцію Японії.

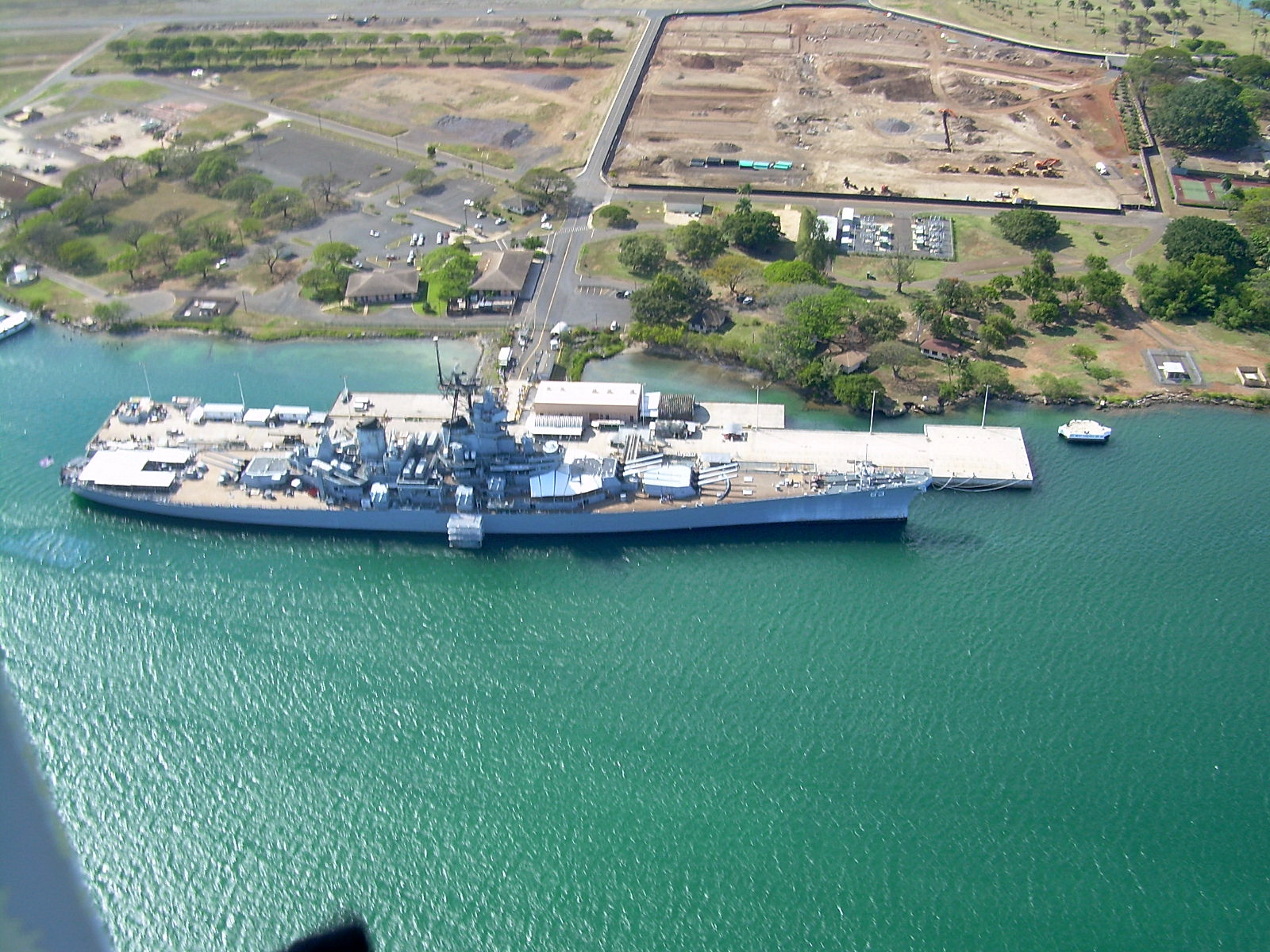
Лінкор «Міссурі» у Перл-Гарборі

21°22′04″ пн. ш. 157°58′38″ зх. д. / 21.3679° пн. ш. 157.9771° зх. д.